# Friedrich Georg Wieck

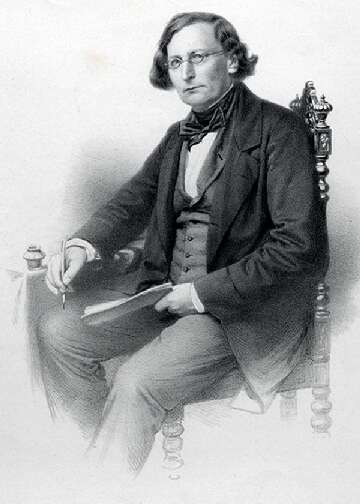
Friedrich Georg Wieck (1850)

Friedrich Georg Wieck (* 24. Juli 1800 in Schleswig; † 17. Januar 1860 in Leipzig) war ein technologischer Schriftsteller und Industrieller.

## Leben und Wirken
Wieck war als Sohn eines Schleswiger Kaufmanns, der mit Tuch-, Web- und Modewaren sowie schwedischen Produkten handelte. Nachdem er in seiner Geburtsstadt die Schule absolviert hatte, schickte ihn sein Vater 1815 zur Firma „Eisenstuck & Co.“, einem Geschäftspartner in Annaberg, zur weiteren Ausbildung. Hier lernte er als Gehilfe die manuelle Spitzenherstellung kennen. Nach einer Englandreise (1827) entwickelte er die Idee, auch in Sachsen Spitze mittels englischer Bobinetspinnmaschinen herzustellen. Zusammen mit seinem Bruder Heinrich und dem Konstrukteur Wilhelm Schönherr begann Wieck mit dem Nachbau der englischen Maschinen. Sein 1829/30 konstruierter Bobinetwebstuhl war die erste in Deutschland hergestellte Maschine dieser Art.
Zur Kapitalgewinnung wandelte Wieck seine Firma 1830 in den „Aktienverein der Sächsischen Bobinett-Manufaktur“ um, die eine der ersten Aktiengesellschaften im Chemnitzer Raum war. Die Produktion lief mit 14 selbst gefertigten Maschinen an. Bald darauf vergrößerte sich die Firma und bezog die Räumlichkeiten der Bernhardschen Spinnerei in Harthau. Allerdings konnten Wiecks Maschinen auf Dauer im Preis nicht mit der englischen Konkurrenz mithalten, da diese eine Reihe technischer Neuerungen an ihren Maschinen vorgenommen hatten. Nachdem die Preise für Bobinetstoffe Mitte der 1830er Jahre rapide sanken, wurde die Firma 1838 aufgelöst. Wieck versuchte noch mehrmals vergeblich wieder im Geschäftsleben Fuß zu fassen. Schließlich wandte er sich der ökonomischen und technischen Publizistik zu.
In mehreren Werken beschrieb Wieck ausführlich die Manufakturen und Fabriken Sachsens. Im „Gewerbeblatt für Sachsen“ veröffentlichte er regelmäßig über technische Neuerungen und Erfindungen. Seit 1840 gab er mit dem „Erzgebirgischen Courier mit Herberge“ eine eigene Wochenzeitung heraus. Zudem machte sich Wieck als Übersetzer technischer Literatur vom Englischen ins Deutsche einen Namen. Auch dem Patentschutz für Erfindungen galt sein Interesse.
Friedrich Georg Wieck verbrachte seine letzten Lebensjahre in Leipzig.

## Galerie

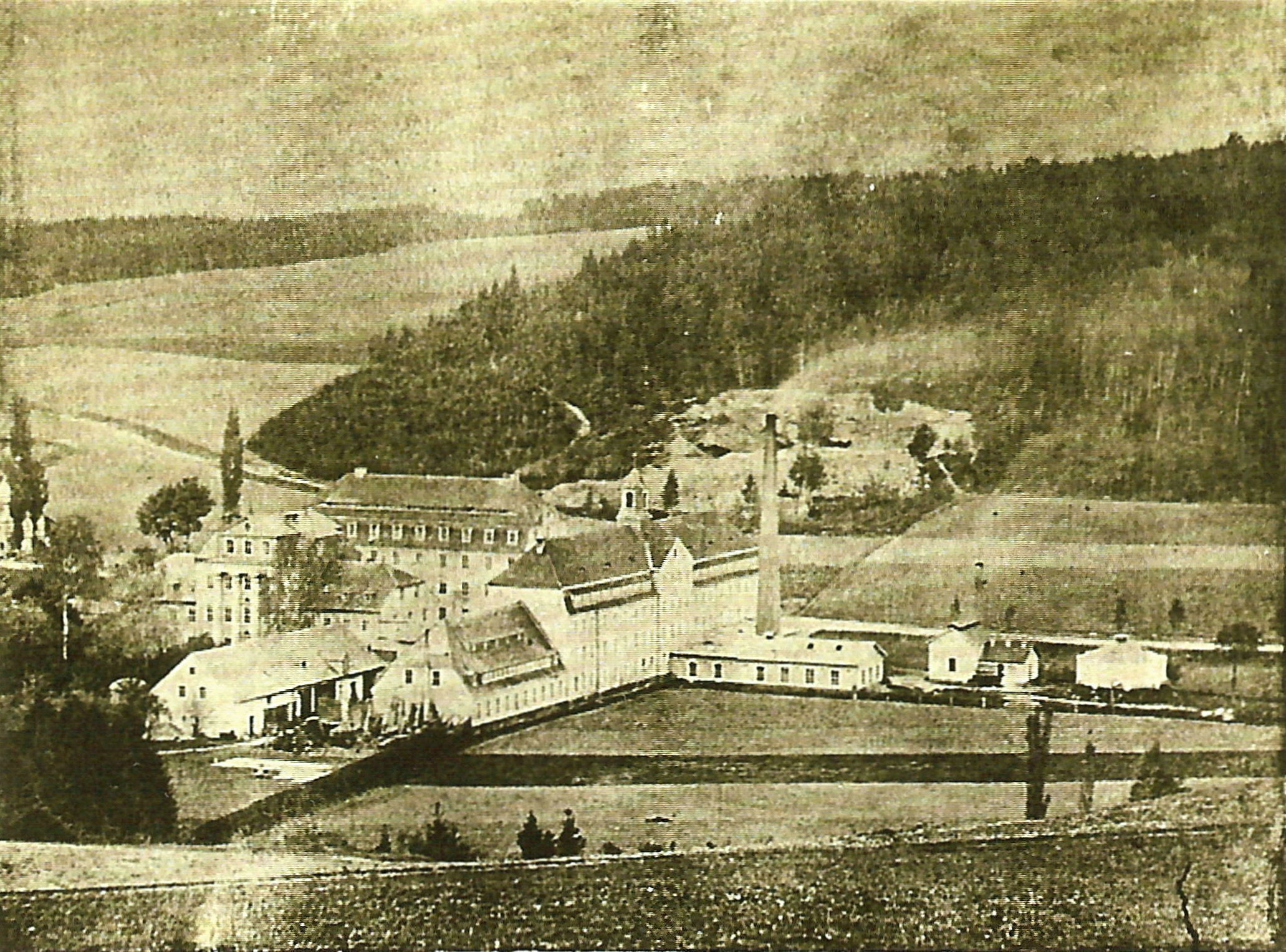
Die ehemalige Bernhardsche Spinnerei im Jahr 1867
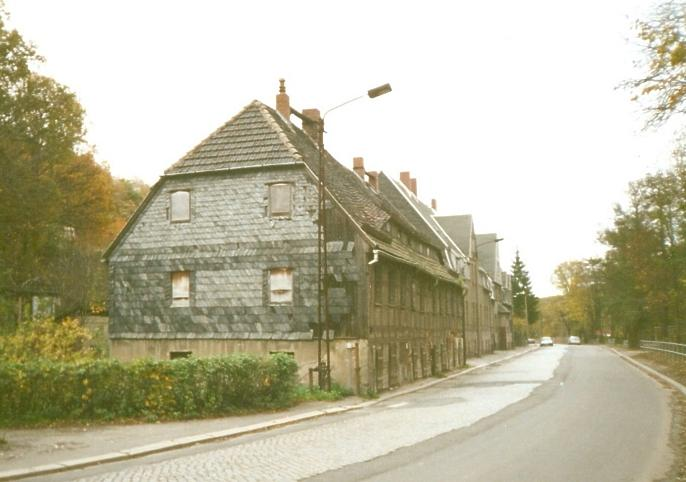
Das unter Wieck im Jahr 1836 erbaute Arbeiterwohnhaus, später als Fabrikschule genutzt
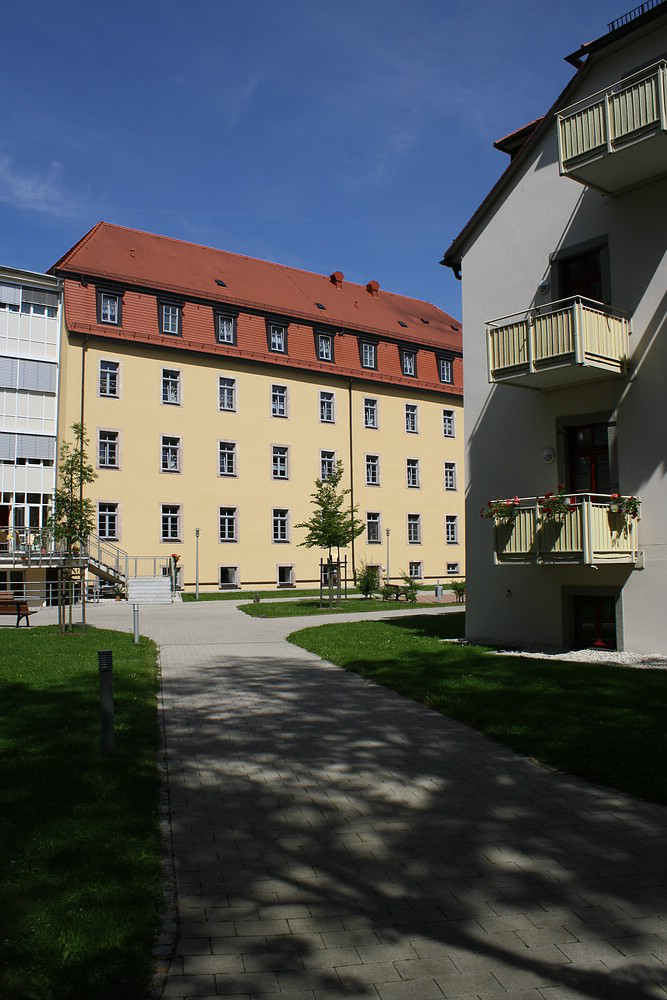
Das Gründungsgebäude der Bernhardschen Spinnerei heute

## Verdienste
Wieck entwickelte sich als Publizist zu einem Wortführer der sächsischen Unternehmer. In seinen Schriften vertrat er die Interessen des Bürgertums in Chemnitz und im Erzgebirge. Er setzte sich u. a. für den Bau einer erzgebirgischen Eisenbahn und die Gründung einer technischen Bildungsanstalt ein. Auch kulturell engagierte er sich, Wieck gehörte zu den Gründern der „Chemnitzer Theater-Aktiengesellschaft“. Seine Darstellungen des Zustandes der sächsischen Industrie vermitteln ein eindrucksvolles und weitgehend objektives Bild aus der Zeit der Industriellen Revolution.

## Werke
- Grundsätze des Patentwesens. Chemnitz 1839 (Digitalisat)
- Torfbüchlein oder Eigenschaften, Gewinnung und Benutzung des Torfs. Chemnitz 1839; archive.org.
- Industrielle Zustände Sachsens, Chemnitz 1840 (Digitalisat)
- Sachsen in Bildern. Haecker-Verlag, Chemnitz 1841 (Reprint Verlag Heimatland Sachsen, Chemnitz 1991)
- Oger’s Lehrbuch der Baumwoll-Spinnerei. Leipzig 1844
- Die Manufaktur- und Fabrikindustrie des Königreichs Sachsen. Leipzig 1845, (Digitalisat)
- Die deutsche Industrie-Ausstellung in der Central-Halle zu Leipzig. Leipzig 1850; archive.org.
- Aus der Gewerbswelt – Die Nähmaschine. In: Die Gartenlaube. Heft 44, 1853, S. 478–480 (Volltext [Wikisource]).
- Bilder aus der Gewerbs-Kunst: Für Handels- und Gewerbsschulen, Leipzig 1855 ff.
  - Band 1: Papier; archive.org.
- Das Buch der Erfindungen, Gewerbe und Industrien. Mehrere Auflagen. Verlag Otto Spamer, Leipzig
  - Band 1. Leipzig 1861; archive.org

Herausgeber von: Deutsche Illustrierte Gewerbezeitung, Berlin, 26.1861 – 35.1870; 
- Wieck’s, f.g. Deutsche Illustrirte Gewerbezeitung (1855); archive.org